# Carson's Law
Carson's Law (em Portugal: O Império de Carson) foi uma série de televisão produzida na Austrália pela Crawford Productions para a Network Ten, entre 1983 e 1984, que conta a história de uma família de advogados. Foi transmitida pela RTP na década de 1980.